# Districte de Lago
Districte de Lago (portuguès Distrito de Lago) fou el nom que va portar el districte de Niassa (avui província de Niassa) del 1929 al 1954. Vegeu Província de Niassa.
Després del 1975 Lago fou un dels districtes de la província de Niassa, amb capital a Metangula, limitant al nord amb Tanzània, a l'est amb el llac Niassa (Nyassa), a l'est el districte de Sanga i al sud el districte de Lichinga. Segons el cens de 1997 la població era de 55.892 habitants, que va augmentar a 83.099 en 2007. La seva superfície és de 6.438 km². La densitat de població és de 8,7 habitants per km². Està dividit en quatre llocs administratius (postos administrativos) subdividits en viles (localidades):
- Posto Administrativo de Cobué:
  - Chigoma
  - Chwindi
  - Cobué
  - Lupilichi
  - Ngofi
- Posto Administrativo de Lunho:
  - Lunho
  - Tulo
- Posto Administrativo de Maniamba:
  - Maniamba
- Posto Administrativo de Metangula:
  - Metangula (després del 1998 Metangula fou elevada a municipalitat)